# 9022 Дрейк
9022 Дрейк (9022 Drake) — астероїд головного поясу, відкритий 14 серпня 1988 року.
Тіссеранів параметр щодо Юпітера — 3,087.